# NGC 277
NGC 277 je galaksija u zviježđu Kit.

## Vanjske poveznice
- SEDS: NGC 277